# Nuclei p
In astrofisica e fisica nucleare, con la dizione nuclei p (dove la p sta per nuclei ricchi in protoni) ci si riferisce ad alcuni isotopi naturali, ricchi in protoni rispetto al contenuto di neutroni, di alcuni elementi chimici pesanti compresi tra il selenio e il mercurio, che non possono essere prodotti nel corso della nucleosintesi stellare né con il processo r, né con il processo s.

## Definizione

Parte della tavola dei nuclidi che riporta alcuni nuclei stabili o quasi stabili, di tipo p, r, s.

Il classico articolo di Burbidge, Burbidge, Fowler and Hoyle, noto come articolo B2FH, e quello di Cameron, entrambi pubblicati nel 1957, hanno mostrato che la maggioranza dei nuclidi naturali degli elementi chimici più pesanti del ferro possono essere prodotti attraverso due processi di cattura neutronica, il processo r e il processo s. Tuttavia alcuni nuclidi ricchi in protoni che vengono generati nel corso della nucleosintesi stellare non vengono prodotti in questi due processi; la loro sintesi richiede pertanto un processo addizionale. Questi nuclei vengono chiamati nuclei.
Poiché la definizione dei nuclei p dipende dalle conoscenze dei due processi r e s che avvengono nella nucleosintesi, la lista dei nuclei p che originariamente comprendeva 35 elementi, si è continuamente modificata nel corso degli anni.
Ad esempio, attualmente si è compreso che l'abbondanza chimica degli elementi 152Gd e 164Er contiene forti contributi del processo s. Invece nella sintesi di 113In e 115Sn, un piccolo contributo è dato dal processo r.

## Presenza in natura
I radionuclidi a lunga emivita 92Nb, 97Tc, 98Tc e 146Sm non sarebbero da considerare nuclei p secondo la definizione classica, in quanto non si trovano naturalmente sulla Terra. Ma in base alla stessa definizione, sarebbero da includere in quanto non possono formarsi nel processo s e nel processo r. La loro scoperta nei prodotti di decadimento dei grani presolari, indica che almeno 92Nb e 146Sm erano presenti nella nebulosa solare primitiva. Questo permette di stimare il tempo trascorso dalla loro formazione prima della formazione del nostro sistema solare.
I nuclei p sono piuttosto rari. Gli isotopi ricchi in nuclei p sono in genere da dieci a mille volte meno abbondanti degli altri isotopi di un dato elemento. Le loro abbondanze si possono determinare solo con indagini geochimiche e analisi di materiale meteoritico dei grani presolari. Pertanto la conoscenza sull'abbondanza dei nuclei p è ristretta al sistema solare e non noto se la loro presenza è tipica della nostra galassia.

## Lista di nuclei p
| Nuclide | Abbondanza             | Note |
| ------- | ---------------------- | --- |
| 74Se    | 0,86%                  | Nuclide stabile |
| 78Kr    | 0,36%                  | Radionuclide a vita lunga (emivita 9,2x10^21 anni)                                                                                            |
| 84Sr    | 0.56%                  | Nuclide stabile |
| 92Nb    | tracce                 | Radionuclide a vita lunga (emivita 3,47x10^7 anni); non è un classico nucleo p, ma non può essere prodotto nei processi r e s                 |
| 92Mo    | 14,65%                 | Nuclide stabile |
| 94Mo    | 9,19%                  | Nuclide stabile |
| 97Tc    | radioisotopo sintetico | Radionuclide a vita lunga (emivita 4,21x10^6 anni); non è un classico nucleo p, ma non può essere prodotto nei processi r e s                 |
| 98Tc    | radioisotopo sintetico | Radionuclide a vita lunga (emivita (4,2x10^6 anni); non è un classico nucleo p, ma non può essere prodotto nei processi r e s                 |
| 96Ru    | 5,54%                  | Nuclide stabile |
| 98Ru    | 1,87%                  | Nuclide stabile |
| 102Pd   | 1,02%                  | Nuclide stabile |
| 106Cd   | 1,25%                  | Nuclide stabile |
| 108Cd   | 0,89%                  | Nuclide stabile |
| 113In   | 4,28%                  | Nuclide stabile. (Parzialmente) prodotto nel processo s? Contributi dal processo r?                                                           |
| 112Sn   | 0,97%                  | Nuclide stabile |
| 114Sn   | 0,66%                  | Nuclide stabile |
| 115Sn   | 0,34%                  | Nuclide stabile. (Parzialmente) prodotto nel processo s? Contributi dal processo r?                                                           |
| 120Te   | 0,09%                  | Nuclide stabile |
| 124Xe   | 0,095%                 | Radionuclide a vita lunga (emivita 1,8x10^22 anni)                                                                                            |
| 126Xe   | 0,089%                 | Nuclide stabile |
| 130Ba   | 0,11%                  | Radionuclide a vita lunga (emivita 1,6x10^21 anni)                                                                                            |
| 132Ba   | 0,10%                  | Nuclide stabile |
| 138La   | 0,089%                 | Radionuclide a vita lunga (emivita 1,05x10^11 anni); prodotto nel processo v                                                                  |
| 136Ce   | 0,186%                 | Nuclide stabile |
| 138Ce   | 0,251%                 | Nuclide stabile |
| 144Sm   | 3,08%                  | Nuclide stabile |
| 146Sm   | radioisotopo sintetico | Radionuclide a vita lunga (emivita 6,8x10^7 anni); non è un classico nucleo p, ma non può essere prodotto nei processi r e s                  |
| 152Gd   | 0,20%                  | Radionuclide a vita lunga (emivita 1,08x10^14 anni); (parzialmente) prodotto nel processo s?                                                  |
| 156Dy   | 0,056%                 | Nuclide stabile |
| 158Dy   | 0,095%                 | Nuclide stabile |
| 162Er   | 0,139%                 | Nuclide stabile |
| 164Er   | 1,601%                 | Nuclide stabile; (Parzialmente) prodotto nel processo s?                                                                                      |
| 168Yb   | 0,126%                 | Nuclide stabile |
| 174Hf   | 0,16%                  | Radionuclide a vita lunga (emivita 7,0x10^16 anni)                                                                                            |
| 180mTa  | 0,012%                 | Nuclide stabile; è il più stabile isomero nucleare che si trova in natura; (parzialmente) prodotto nel processo v; contributi dal processo s? |
| 180W    | 0,12%                  | Radionuclide a vita lunga (emivita 1,8x10^18 anni)                                                                                            |
| 184Os   | 0,02%                  | Radionuclide a vita lunga (emivita 1,13x10^13 anni)                                                                                           |
| 190Pt   | 0,012%                 | Radionuclide a vita lunga (emivita 6,5x10^11 anni)                                                                                            |
| 196Hg   | 0,15%                  | Nuclide stabile |

## Origine dei nuclei p
La produzione astrofisica dei nuclei p non è ancora del tutto compresa. Secondo le attuali simulazioni al computer, il processo γ che avviene nelle supernovae di tipo II non può produrre in quantità sufficiente tutti i nuclei p, e occorre quindi ipotizzare altri meccanismi di produzione. È anche ragionevole attendersi che non ci sia un unico processo responsabile della produzione di tutti i nuclei p, e che in differenti siti dello spazio si producano tipi differenti di nuclei p.